# Draft d'espansione NBA 1989
Il draft d'espansione 1989 si è svolto il 15 giugno 1989, per la formazione degli Orlando Magic e dei Minnesota Timberwolves.

## Giocatori selezionati

### Orlando Magic
| Scelta | Giocatore      | Posizione           | Nazionalità | Squadra precedente    |
| ------ | -------------- | ------------------- | ----------- | --------------------- |
| 1      | Sidney Green   | ala piccola         | Stati Uniti | New York Knicks       |
| 3      | Reggie Theus   | guardia             | Stati Uniti | Atlanta Hawks         |
| 5      | Terry Catledge | ala grande          | Stati Uniti | Washington Bullets    |
| 7      | Sam Vincent    | playmaker           | Stati Uniti | Chicago Bulls         |
| 9      | Otis Smith     | guardia/ala piccola | Stati Uniti | Golden State Warriors |
| 11     | Scott Skiles   | playmaker           | Stati Uniti | Indiana Pacers        |
| 13     | Jerry Reynolds | guardia/ala piccola | Stati Uniti | Seattle SuperSonics   |
| 15     | Mark Acres     | ala grande/centro   | Stati Uniti | Boston Celtics        |
| 17     | Morlon Wiley   | guardia             | Stati Uniti | Dallas Mavericks      |
| 19     | Jim Farmer     | playmaker/guardia   | Stati Uniti | Utah Jazz             |
| 21     | Keith Lee      | ala grande/centro   | Stati Uniti | New Jersey Nets       |
| 23     | Frank Johnson  | playmaker           | Stati Uniti | Houston Rockets       |

### Minnesota Timberwolves
| Scelta | Giocatore      | Posizione           | Nazionalità    | Squadra precedente     |
| ------ | -------------- | ------------------- | -------------- | ---------------------- |
| 2      | Rick Mahorn    | ala-pivot           | Stati Uniti    | Detroit Pistons        |
| 4      | Tyrone Corbin  | guardia/ala piccola | Stati Uniti    | Phoenix Suns           |
| 6      | Steve Johnson  | ala grande/centro   | Stati Uniti    | Portland Trail Blazers |
| 8      | Brad Lohaus    | ala grande/centro   | Stati Uniti    | Sacramento Kings       |
| 10     | David Rivers   | playmaker           | Stati Uniti    | Los Angeles Lakers     |
| 12     | Mark Davis     | guardia/ala piccola | Stati Uniti    | Milwaukee Bucks        |
| 14     | Scott Roth     | ala grande          | Stati Uniti    | San Antonio Spurs      |
| 16     | Shelton Jones  | ala grande          | Stati Uniti    | Philadelphia 76ers     |
| 18     | Eric White     | ala grande          | Stati Uniti    | Los Angeles Clippers   |
| 20     | Maurice Martin | guardia/ala piccola | Stati Uniti    | Denver Nuggets         |
| 22     | Gunther Behnke | centro              | Germania Ovest | Cleveland Cavaliers    |